# Championnats d'Europe d'haltérophilie 1987
Navigation
Édition précédente Édition suivante
Les championnats d'Europe d'haltérophilie 1987, soixante-sixième édition des championnats d'Europe d'haltérophilie, ont eu lieu en 1987 à Reims, en France.